# Ulica Konstantego Damrota w Katowicach
Ulica księdza Konstantego Damrota w Katowicach – ulica w katowickich dzielnicach Osiedle Paderewskiego-Muchowiec i Śródmieście. W swojej południowej części prowadzi do osiedla Ignacego Paderewskiego.

## Przebieg
Ulica rozpoczyna swój bieg od skrzyżowania z ulicą Warszawską. Następnie krzyżuje się z ulicą Myśliwską, biegnie pod linią kolejową Wrocław – Kraków. Za skrzyżowaniem z ulicą Wojewódzką i ulicą Zygmunta Krasińskiego oraz ulicą Przemysłową prowadzi obok dwóch zabytkowych cmentarzy: katolickiego (jest tam pochowany m.in. Wojciech Korfanty) i ewangelickiego (pochowany tam jest m.in. Wilhelm Szewczyk) oraz placu Rady Europy. W dalszej części ulica krzyżuje się z ulicą gen. J. L. Sowińskiego i ulicą Polną kończąc bieg przy ulicy Francuskiej.

## Opis
Brak jest możliwości wskazania aktu prawnego, którym nadano nazwę tej ulicy; wiadomo, że stało się to w pierwszych latach po odzyskaniu przez Polskę niepodległości, gdyż gazeta "Goniec Górnośląski", nr 182 z 30 lipca 1926 wymienia tę nazwę w spisie ulic centrum Katowic. W dwudziestoleciu międzywojennym pod numerem 2 funkcjonowała agencja pocztowo-telekomunikacyjna Katowice 9.
Przy ul. ks. K. Damrota, pod numerami 4, 6 i 8, zlokalizowane są historyczne kamienice mieszkalne. Elewacje kamienicy przy ul. ks. K. Damrota 2 wpisano do rejestru zabytków 1 czerwca 2023 (nr rej. A/1202/23).
Droga posiada przebieg południkowy. Ulica Konstantego Damrota jest jedną z ulic ograniczających zabytkowy zespół cmentarny, który tworzą cmentarz ewangelicki (z 1882) i cmentarz rzymskokatolicki (z 1860); zespół został wpisany do rejestru zabytków (nr rej.: A/1516/93 z 26 lutego 1993). Przy ulicy znajduje się zabytkowy budynek z 1899, początkowo przeznaczony na dom starców (ul. ks. K. Damrota 22), objęty ochroną konserwatorską. Przy tej ulicy swoją siedzibę mają: Wojewódzki Inspektorat Ochrony Środowiska w Katowicach (dawniej siedziba Katowickiego Holdingu Węglowego, ul. K. Damrota 16), kancelarie prawnicze, organ administracji rządowej – Izba Skarbowa (ul. K. Damrota 25), przedsiębiorstwa budowlane, PKP Energetyka S.A. Zakład Górnośląski (ul. K. Damrota 8), Polska Agencja Prasowa S.A. (ul. K. Damrota 10), Przedsiębiorstwo Robót Górniczych S.A. (ul. K. Damrota 16–18), wspólnoty mieszkaniowe.
Ulicą Konstantego Damrota kursują linie autobusowe ZTM.
Od 3 października 2007 do 17 grudnia 2008 trwała budowa połączenia drogowego między ulicami Konstantego Damrota i Francuską. Wartość inwestycji wyniosła 14 059 568,49 zł. Dnia 3 sierpnia 2010 ulicą prowadziła trasa trzeciego etapu wyścigu kolarskiego Tour de Pologne 2010, a 2 sierpnia 2011 – trasa trzeciego etapu Tour de Pologne 2011.
W okresie Rzeszy Niemieckiej ulicę nazywano Richard Wagner Straße. Taką też nazwę ulica nosiła w okresie niemieckiej okupacji Polski (1939-1945).

## Galeria

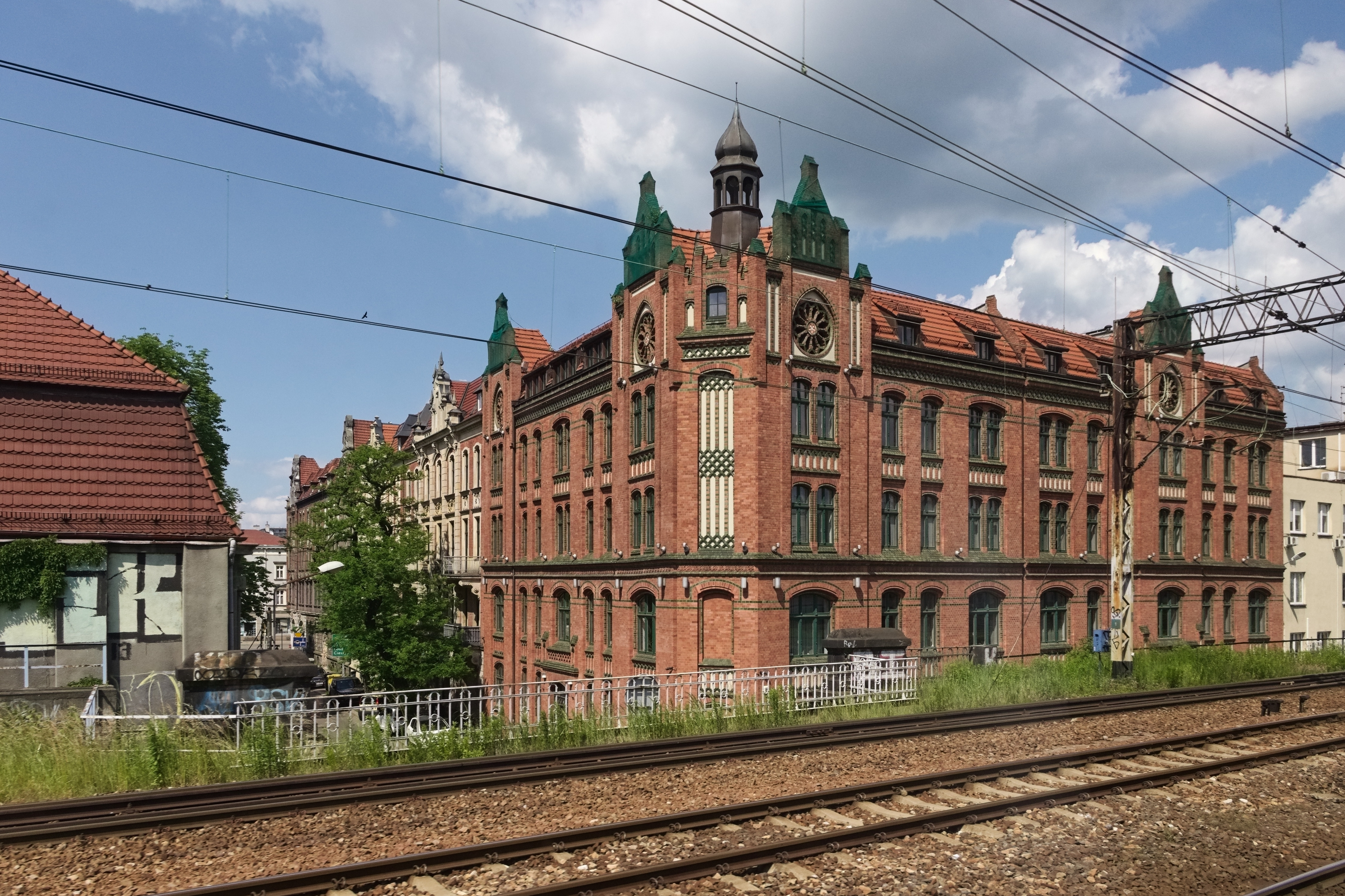
Torowisko nad ul. Damrota i budynek przy ul. Myśliwskiej 3
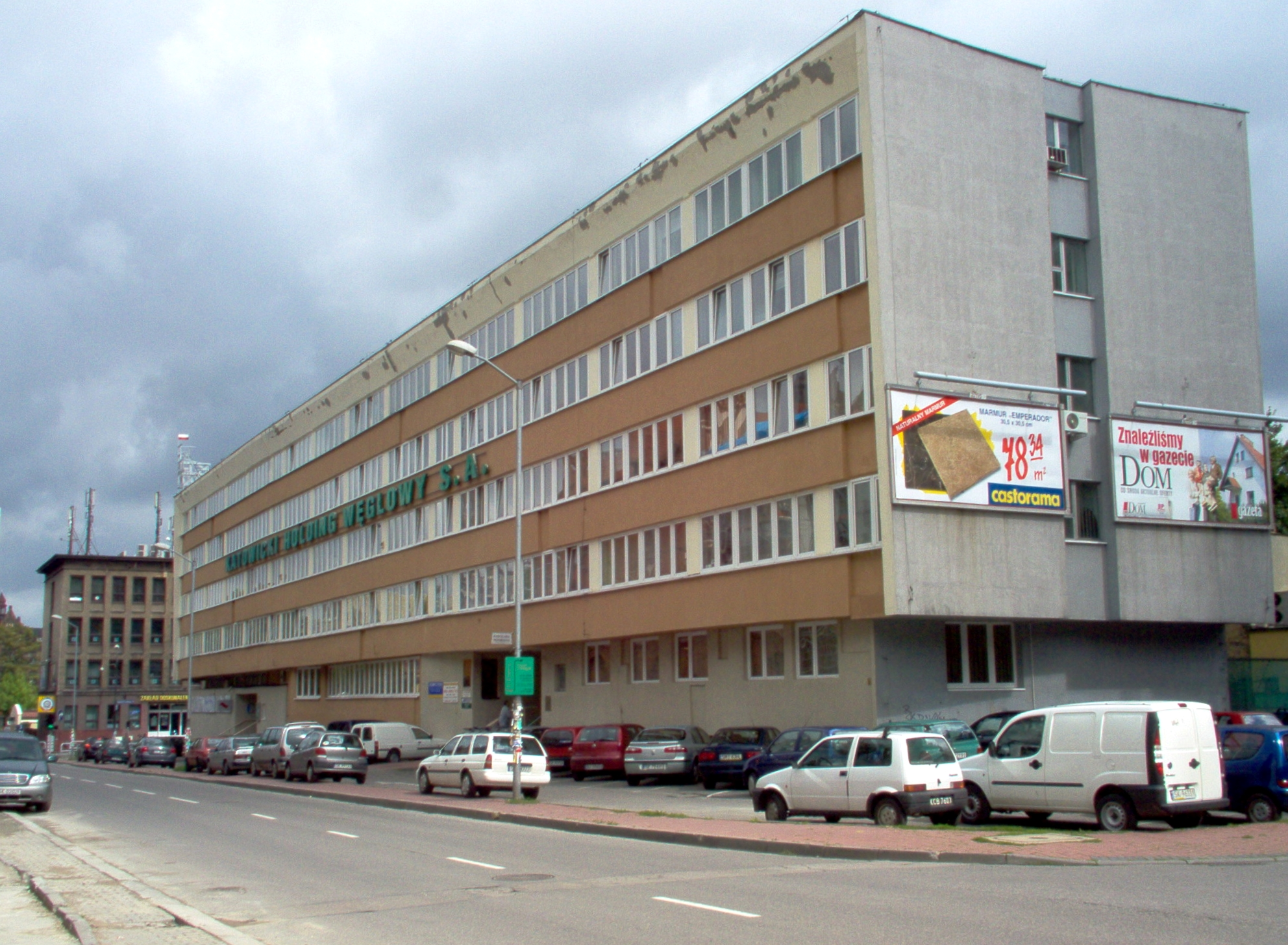
Dawna siedziba Katowickiego Holdingu Węglowego (nr 16)
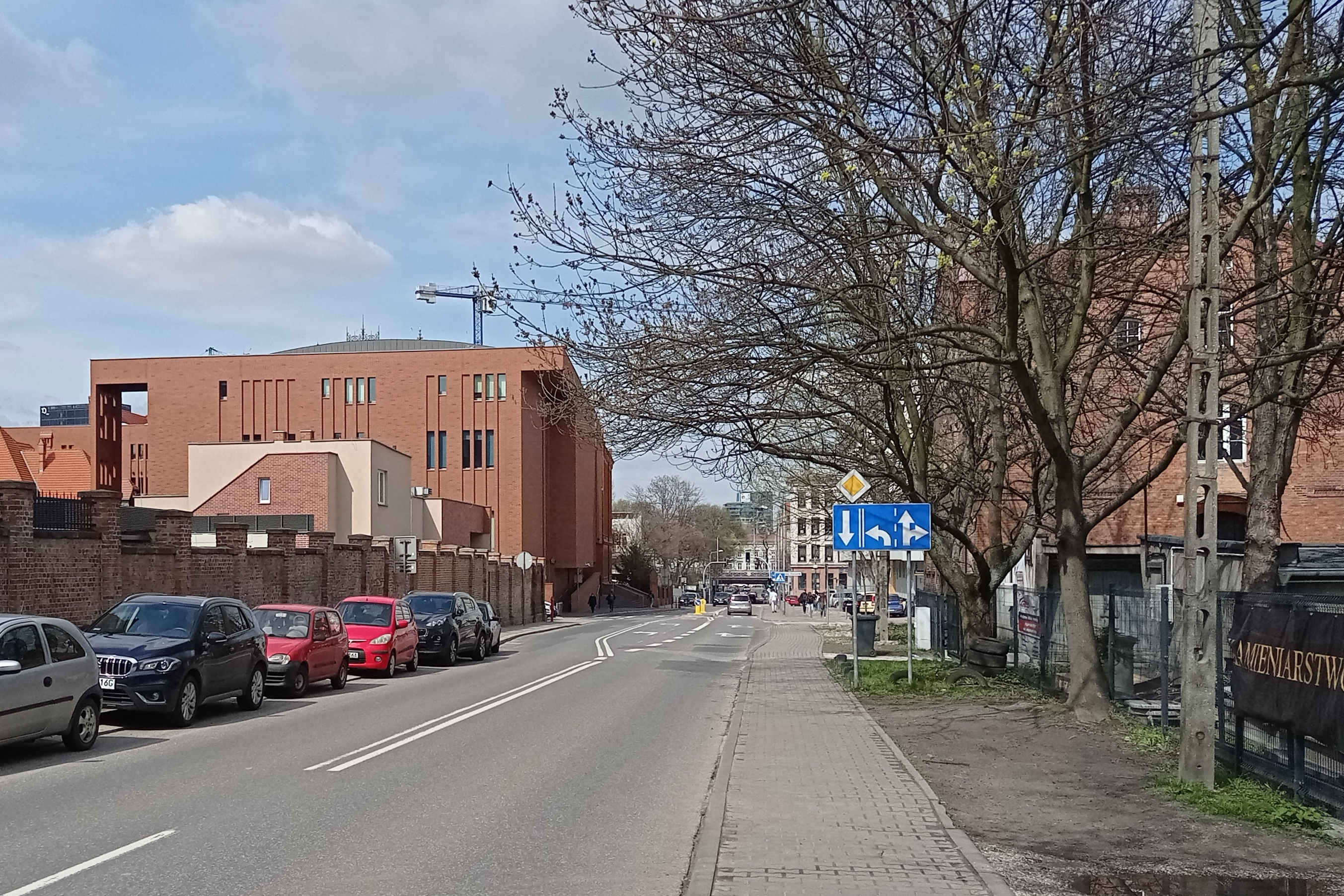
Ogrodzenie szpitala oraz Centrum Nauki i Edukacji Muzycznej
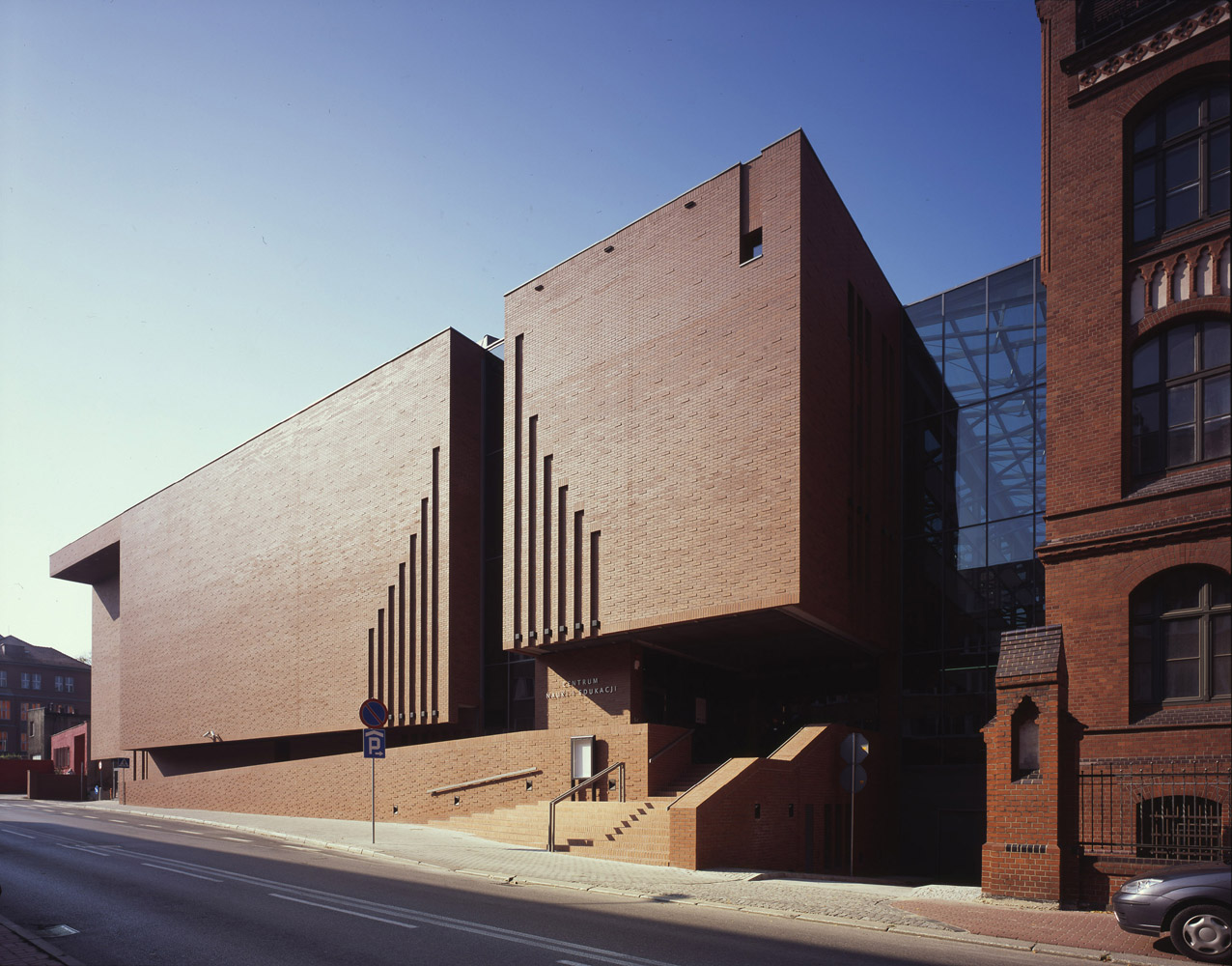
Centrum Nauki i Edukacji Muzycznej (ul. Zacisze 3)
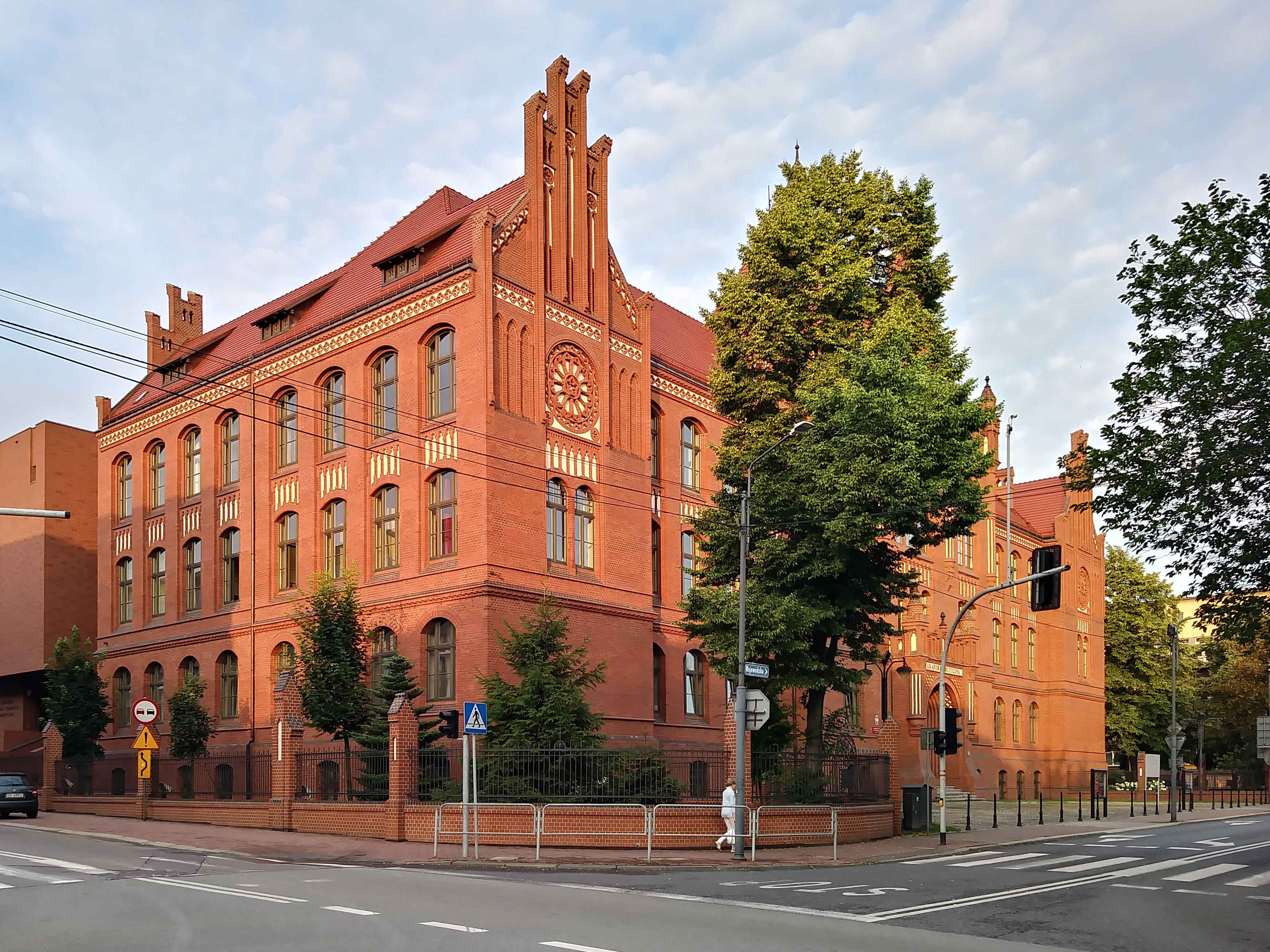
Gmach Akademii Muzycznej (ul. Wojewódzka 33)
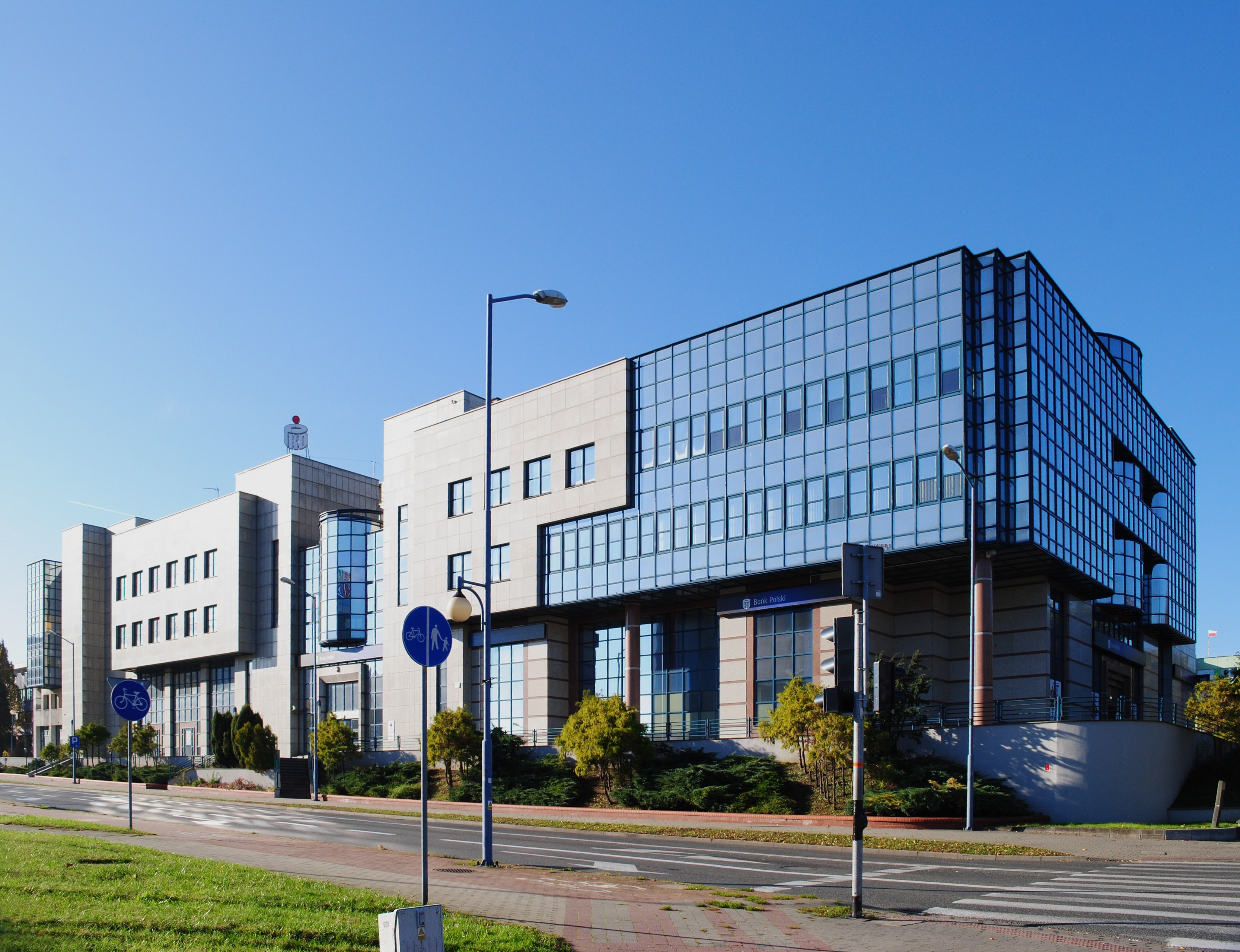
Bank PKO BP (nr 23)